# ميلان-سان ريمو 2008
ميلان-سان ريمو 2008 هو سباق دراجات هوائية أقيم بتاريخ مارس 22، تكون السباق من مرحلة واحدة وامتدّ لمسافة 298 كم بسرعة 41.14 كم/س، استغرق السباق 7 ساعة 14 دقيقة 35 ثانية. فاز به السويسري فابيان كانسيليرا وحلّ ثانيا الإيطالي فيليبو بوزاتو بينما حصل على المركز الثالث البلجيكي فيليب جيلبير.

## الترتيب
| م                     | الدرّاج           | البلد   | الزمن                    |
| --------------------- | ---------------- | ------- | ------------------------ |
| الفائز بالترتيب العام | فابيان كانسيليرا | سويسرا  | 7 ساعة 14 دقيقة 35 ثانية |
| الثاني                | فيليبو بوزاتو    | إيطاليا |                          |
| الثالث                | فيليب جيلبير     | بلجيكا  |                          |